# St. Mary Mead
St. Mary Mead er en fiktiv engelsk landsby opdigtet af forfatteren Agatha Christie, hvor hendes ældre, nysgerrige detektiv Miss Marple bor. Gennem sine hverdagsstudier af landsbyens liv har Miss Marple lært meget af det, hun ved om menneskelige handlinger og motiver.
| Fiktion | Spire Denne artikel om en historie eller noget fiktivt er en spire som bør udbygges. Du er velkommen til at hjælpe Wikipedia ved at udvide den. |